# Пут-опціон
Пут-опціон, опціон на продаж, опціон продавця (англ. Put option) — фінансовий контракт, що дає право, але не зобов'язання, на продаж цінних паперів, товарів, валюти чи фінансових інструментів (базовий актив) за визначеною ціною (ціною виконання) до кінця певного терміну певному агенту (продавцю опціону), оплачується премією. Пути найчастіше використовуються на фондовому ринку для захисту від зниження ціни акції нижче домовленої ціни. Коли ціна акції падає нижче ціни виконання опціону, власник/покупець пут-опціону має право, але не зобов’язаний, продати актив за вказаною ціною, тоді як продавець зобов'язаний з купити актив за ціною виконання, якщо власник використовує право це зробити (кажуть, що власник/покупець виконав пут-опціон).  Таким чином, покупець пута отримає не менше зазначеної ціни виконання, навіть якщо зараз актив знецінений.
Найочевиднішим способом використання пут-опціонів є перестрахування. При захисній стратегії пут інвестор купує досить пут-опціонів для покриття його позиції за основним активом, щоб при різкому падінні цін базового активу він має можливість продати позицію за ціною виконання. Інший спосіб використання для спекуляцій: інвестор може зайняти в коротку позицію в базовому активі не торгуючи ним безпосередньо.
Пут-опціони були впроваджені на Уолл-стріт Стівеном Марковіцом. Точна дата невідома.

## Вартість пут-опціону
Розглянувши формальні аргументи, можемо знайти вартість пут-опціону.
Нехай {\displaystyle {\mathcal {O}}} базовий фінансовий інструмент.
{\displaystyle \Pi } — опціон продавця цього інструмента, куплений в час {\displaystyle 0}, з датою виконання {\displaystyle T\in \mathbb {R} ^{+}} і ціною виконання {\displaystyle K\in \mathbb {R} }. Нехай {\displaystyle S:[0,T]\to \mathbb {R} } — ціна базового інструмента.
Припустимо, власник опціону {\displaystyle \Pi } хоче застрахуватися від втрат, але не хоче купувати базовий актив, {\displaystyle {\mathcal {O}}}.
Тоді або (i) він купує базовий актив {\displaystyle {\mathcal {O}}} в день виконання, і відразу виконає опціон продажу;
або (ii) він не виконує опціон (який таким чином втрачає цінність).
У випадку (i) власник має виплату {\displaystyle -S_{T}+K}; у випадку (ii) виплата {\displaystyle 0}.
Так, якщо {\displaystyle K-S_{T}\geq 0} то маємо (i) чи  (ii); якщо {\displaystyle K-S_{T}<0}, тоді маємо випадок (ii).
Отже, виплата, тобто вартість опціону на продаж на дату виконання дорівнює

| {\displaystyle \operatorname {max} \{K-S_{T},0\}} | \| \| \| \| \| \| \| \| |  |
|                                                   |                         |  |
|                                                   |                         |  |
що можна також записати {\displaystyle (K-S_{T})\vee 0} чи {\displaystyle (K-S_{T})^{+}}.